# Nagy fügepapagáj
A nagy fügepapagáj (Psittaculirostris desmarestii) a madarak osztályának papagájalakúak (Psittaciformes) rendjébe és a szakállaspapagáj-félék (Psittaculidae) családjába, azon belül a lóriformák (Loriinae) alcsaládjába  tartozó faj.

## Előfordulása
Indonézia és Pápua Új-Guinea területén honos.

## Alfajai
- Psittaculirostris desmarestii blythii - Misool sziget (Új-Guinea nyugati partvidéke mentén)
- Psittaculirostris desmarestii occidentalis - Salawati és Batanta szigete valamint a Madárfej-félsziget nyugati része
- Psittaculirostris desmarestii desmarestii - a Madárfej-félsziget keleti része
- Psittaculirostris desmarestii intermedius - Onin sziget (Új-Guinea nyugati partvidéke mentén)

Korábban a következő két fajt is alfajaként tartották nyilván:
- Pirosarcú fügepapagáj (Psittaculirostris cervicalis) - Új-Guinea keleti része
- Godman-fügepapagáj (Psittaculirostris  godmani) - Új-Guinea déli része

## Megjelenése
Testhossza 18 centiméter, testtömege 108-126 gramm.